# Особь 3
«Особь 3» (англ. Species III) — научно-фантастический фильм 2004 года. Срежиссированный Брэдом Тернером и написанный Беном Рипли, это третья часть серии «Особь», в которой снимались Роберт Неппер, Санни Мабри, Робин Данн, Амелия Кок и Джон Пол Питок и Наташа Хенстридж, которая снималась в серии с первого фильма «Особь», ненадолго повторяет роль Евы в начальной сцене. История об инопланетной соблазнительнице, которая, будучи иммунологически сильнее предыдущих, становится единственной надеждой для своего вида на выживание, поскольку они разлагаются, поддаваясь инфекциям и болезням.
Его американская трансляция состоялась на канале Sci-Fi. Затем он был выпущен для видео как в стандартной версии, так и в версии без рейтинга. Фильм снят в формате видео высокой четкости.

## Сюжет
Фильм начинается сразу с того места, где закончилась «Особь II». Через несколько часов после событий предыдущего фильма медицинский фургон, перевозивший безжизненную Еву, сбился с пути, но когда штурман пытается связаться по рации с начальством, водитель останавливается и держит его под дулом пистолета. Оба удивлены появлением инопланетного ребенка (теперь называемого «полукровкой») по имени Портус в заднем окне и убивающего штурмана своим языком. На заднем сиденье водитель находит Портуса и Еву, которая рожает новорожденного инопланетянина. Пока Портус душит Еву своим языком, водитель закутывает новорожденного в куртку и убегает через лес, когда военный вертолет находит заброшенный фургон. Правительственный агент Васах заказывает вскрытие, а затем сожжение тела Евы. 
Водителем оказывается доктор Брюс Эббот, преподаватель биохимии в университете, который считает, что неправильно решать, должен ли вид жить или умереть. В своем доме он держит потомство Евы, которое за несколько месяцев превратилось в девушку по имени Сара. Портус, полукровка, убивший Еву, тоже в возрасте, посещает доктора Эббота в его офисе, прося показать «это» (потомство Евы), но затем частично разлагается и ужасно умирает в своем кресле. Потрясенный доктор просит Дина, студента, финансирование которого находится под угрозой, помочь ему в его исследованиях по созданию идеальной инопланетной ДНК, обещая ему финансирование и будущие награды. 
В отсутствие Эббота Сара окукливается так же, как Сил: образуя органический кокон и превращаясь в обнаженную взрослую женщину. Когда доктор Николас Тернер, коллега-профессор, приходит в дом Эббота, он встречает Сару, которая пытается использовать свою наготу, чтобы соблазнить его к сексу, но отвергает его, когда обнаруживает, что его гены несовершенны. Доктор Тернер раздражен упущенной возможностью и подразумевает свои намерения изнасилования. В качестве защиты Сара трансформируется в свою естественную форму и убивает его, используя свои щупальца, чтобы нанести удар ему в голову. Затем Сара находит одежду, надевает ее и идет по кампусу и, наконец, вступает в контакт с другим полукровкой по имени Йозеф. Эти двое начинают спариваться и раздеваться, но затем Сара отвергает его, когда обнаруживает, что он страдает от болезней, что злит его. Позже, в доме Эббота, Аббат и Дин решают взять еще один образец крови у Сары. Эббот готовится взять образец, но Сара признает, что она предпочла бы, чтобы образец взял Дин. Дин подчиняется, но когда он это делает, Йозеф нападает на Сару и пытается оплодотворить ее через изнасилование. Эббот распыляет на лабораторию хлороводород, пытаясь убить Йозефа. Но когда Йозеф собирался изнасиловать Сару, Дин вбежал, и Эббот последовал за ним, пытаясь отбиться от ослабленного Йозефа. Дин спас Сару из комнаты, но Йозефу удалось убить Эббота, прежде чем он поддался воздействию газа гидрохлорида и умер. Оставленный ответственным, Дин обдумывает, стоит ли ему продолжать одному. Сара убеждает его спасти ее вид. Позже Дин следует за Сарой в свой кампус, где останавливается в классе, где она пытается соблазнить его к совокуплению, но он видит ее в инопланетной форме, поэтому возмущается и останавливает ее. 
Тем временем сосед Дина по комнате, Гастингс, связался с веб-сайтом, на котором женщина по имени Эмилия хочет встречаться с биохимиками, передавая свои данные из записей Дина. Эмилия, лидер полукровок, отвечает на это и начинает прибывать в свой кампус. По пути она останавливается на заправке, чтобы заправить машину. Эмилия идет в уборную, где она частично раздевается, чтобы очистить свои незначительные деформации, вызванные ослаблением иммунной системы, но оставляет свою правую грудь открытой, а левую - частично обнаженной. Дежурный на заправке по имени Кобб следует за Эмилией в уборную и возбуждается ее частичной наготой и  намеревается изнасиловать ее. Однако Эмилия победила его в его собственной игре, и в итоге она изнасиловала его в туалете со спущенными штанами и боксерами и лицом к ее обнаженной груди. Хотя сначала ему это нравилось, она быстро стала грубой и стала причинять ему большой дискомфорт. Наконец, она раскрыла свою инопланетную природу и совокупляется с Коббом в туалете, прежде чем убить его без жалости, угрызений совести или колебаний, используя свой язык. Затем она прибывает в кампус, где встречает Гастингса. Эмилия освежается, раздеваясь догола, идя в сауну. Она выходит из сауны и идет голая по коридору в комнату Гастингса. Вид наготы Эмилии возбуждает его. Эмилия чувствует присутствие Сары и похищает Гастингса. В доме Эббота Эмилия и Сара оказывают давление на Гастингса, заставляя его создать идеальный вид, чтобы у обоих могли быть помощники. 
Дина подбирает агент Васах, который также следил за сайтом Эмилии и заметил некоторую связь с расформированным проектом Athena. Эти двое прерывают процесс в доме Эббота, а затем забирают собранные яйца Сары. Трое людей бегут на ближайшую экспериментальную электростанцию, за ними следуют Эмилия и Сара, последняя из которых раздевается за кадром и трансформируется в свою естественную форму. Дин пытается поймать Сару и Эмилию в ядре реактора. Когда яйца Сары падают в ядро, Эмилия пытается убить Дина, но ее останавливает Сара, которая бросает Эмилию в ядро. Дину удается закрыть шахту до активной зоны как раз вовремя, чтобы предотвратить ядерную катастрофу, но не раньше, чем Сара также падает в шахту. 
Позже, когда Гастингс заходит в дом Эббота, он находит Сару живой вместе с маленьким мальчиком. Дин объясняет, что он вытащил ее в безопасное место и создал для нее идеальную пару, используя уцелевшие части ДНК полукровки, чтобы Сара не была одна. 
Дин спрашивает Сару, почему она спасла его, раз уж у нее не было яиц, Сара не отвечает, но это указывает на то, что она выросла, чтобы заботиться о Дине. После того, как Сара и ее партнер ушли, Дин рассказывает Гастингсу, что он обеспечил бесплодие ее супруга, тем самым предотвращая появление потомства.

## В ролях
| Актёр            | Роль                      |
| ---------------- | ------------------------- |
| Санни Мабри      | Сара (особь)              |
| Амелия Кук       | Эмилия (особь-полукровка) |
| Роберт Нэппер    | профессор Аббот           |
| Робин Данн       | Дин (ученик Аббота)       |
| Джон Пол Питок   | Стен                      |
| Наташа Хенстридж | Ева                       |

## Производство
Исполнительный продюсер Фрэнк Манкузо-младший, который также работал над предыдущими фильмами «Особь», хотел, чтобы сиквел был больше ориентирован на молодых людей, поэтому персонажи были написаны моложе, чем планировалось изначально. Они решили выбрать Санни Мабри на роль главной блондинки-инопланетянки. На роль также была взята Амелия Кок. Кроме того, Манкузо хотел, чтобы существа выглядели немного иначе, чем в оригинальной концепции Гигера. Затем инопланетный вид был переработан Робом Хиндерстином. В сцене, которая была изменена из-за бюджетных соображений, Сара поцарапала щеку студентки кампуса своим инопланетным пальцем, который выглядел как шип. Вместо этого в последнем фильме это было изменено на то, что Сара бросила мужчину через нее в изгородь. Также Сара была названа в честь десертов Сары Ли.

## Критика
Особь 3 получила смешанные, но в основном негативные отзывы, получив рейтинг 17% на Rotten Tomatoes на основе 6 отзывов. Тем не менее, он получил лучшие отзывы, чем Особь 2, и получил 2,5 из 5 звезд с положительными отзывами, в которых говорилось, что «хотя сценарий довольно недоработан, его достаточно прилично смотреть, а для прямого видео фильм был чертовски лучше, чем вторая часть, этот фильм для фанатов, которым понравились первые два фильма, в нем достаточно крови и наготы, чтобы сделать его достаточно приятным для просмотра, актерская игра и спецэффекты также были достаточно приличными, чтобы превратить его в развлекательный фильм».
С негативными отзывами, в которых говорится, что «этот фильм недостаточно развит, с абсурдным сюжетом и плохими спецэффектами, этот фильм просто повторно использует старые идеи и не стоит вашего времени, это бессмысленное продолжение, в котором отсутствует эффективная история, чтобы сделать его смотрибельным фильмом, это просто замаскирована наготой», многие фанаты были разочарованы неожиданной смертью персонажа Евы и негативно отреагировали на ее простое камео.

## Продолжение
Четвертый фильм, «Особь: Пробуждение», был выпущен непосредственно на DVD в 2007 году. Хотя он продолжает серию «Особь», это было отдельное продолжение, а не прямое предыдущего фильма (однако в нем упоминается проект из первого фильма «Особь»).